# Polyeunoa maculata
Polyeunoa maculata är en ringmaskart som först beskrevs av Francis Day 1973.  Polyeunoa maculata ingår i släktet Polyeunoa och familjen Polynoidae. Inga underarter finns listade i Catalogue of Life.